# Cimetière militaire allemand de Crécy-au-Mont
Le  « Cimetière militaire allemand de Crécy-au-Mont » est un cimetière militaire de la Première Guerre mondiale situé sur le territoire de la commune de Crécy-au-Mont, dans l'Aisne.

## Localisation
Ce cimetière militaire allemand est implanté à côté du cimetière français de la Nécropole nationale, à l'ouest du village, au lieu-dit le Champ du Moulin-à-vent.

## Historique
Toute la région de Crécy-au-Mont a été le théâtre de violents combats lors de la première bataille de la Marne du 5 au 12 septembre 1914. Les soldats français et allemands tombés lors de ces combats ont été inhumés dans les environs. Le front s'est ensuite stabilisé à quelques kilomètres au sud-ouest et le secteur est resté aux mains des Allemands jusqu'à fin octobre 1918, date à laquelle il a été libéré par la Première armée française. Tout au long de la guerre, des hôpitaux allemands ont été installés dans divers villages de la région pour soigner les blessés. Les soldats qui mouraient dans ces hôpitaux étaient inhumés dans divers lieux. C'est en 1919 que les autorités françaises ont décidé de regrouper dans ce cimetière les victimes de la guerre tant françaises qu'allemandes inhumées dans des tombes provisoires  dans un rayon de 20 km, soit 46 communes. Pendant l'entre-deux-guerres, des arbres ont été plantés et la haie qui séparait la partie allemande de la partie française a été retirée en signe de réconciliation. En 1972, les croix de bois provisoires ont été remplacées par des croix de pierre portant les noms gravés des victimes.

## Caractéristique
Dans ce vaste cimetière de plan carré d'une superficie de plus de 2 ha, jouxtant la nécropole française, reposent 1 865 soldats allemands, 1286 dans des tombes individuelles dont huit non identifiés et 579 dans une fosse commune parmi lesquels seuls trente sont identifiés.

## Galerie

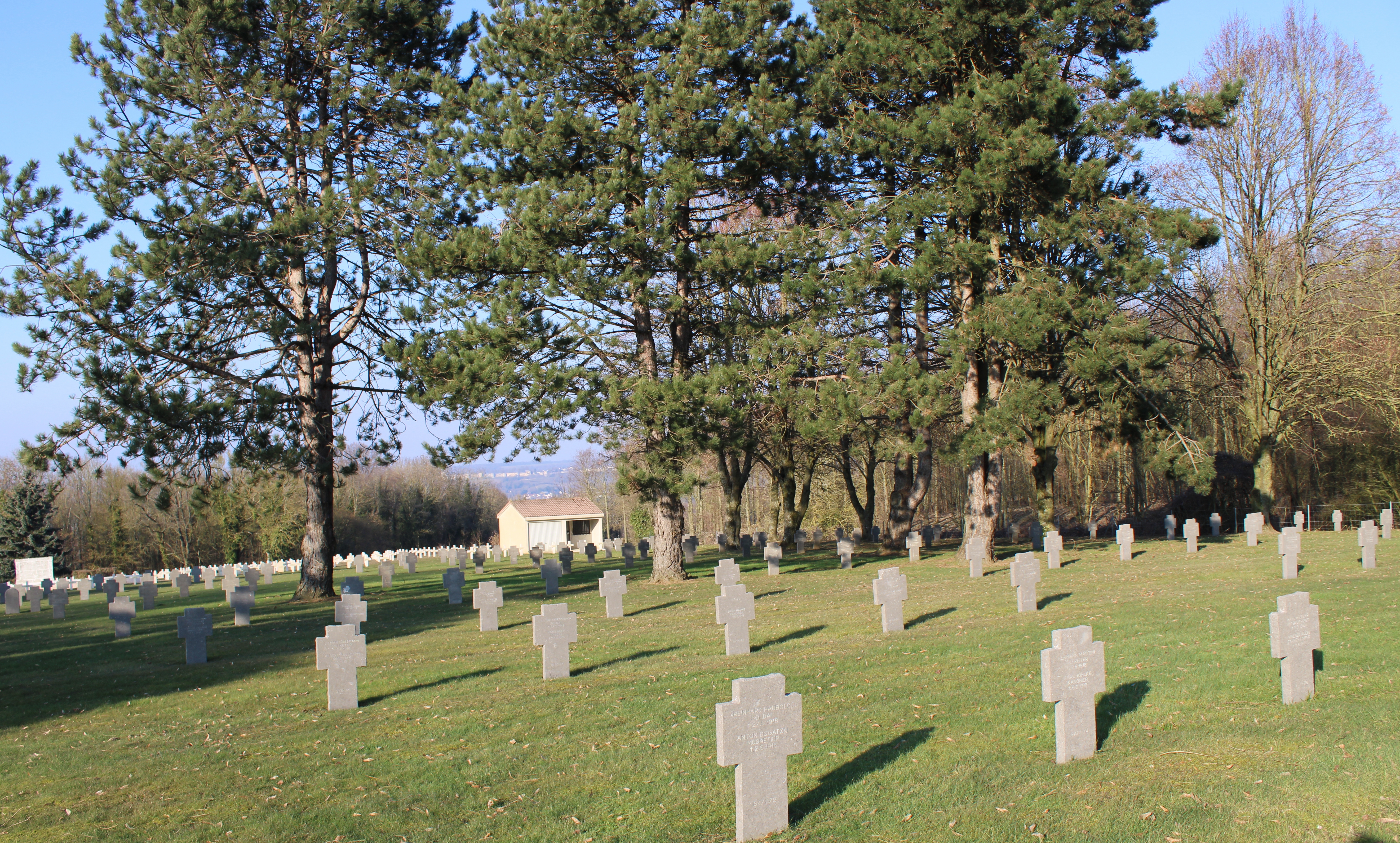
Au loin, la nécropole nationale.
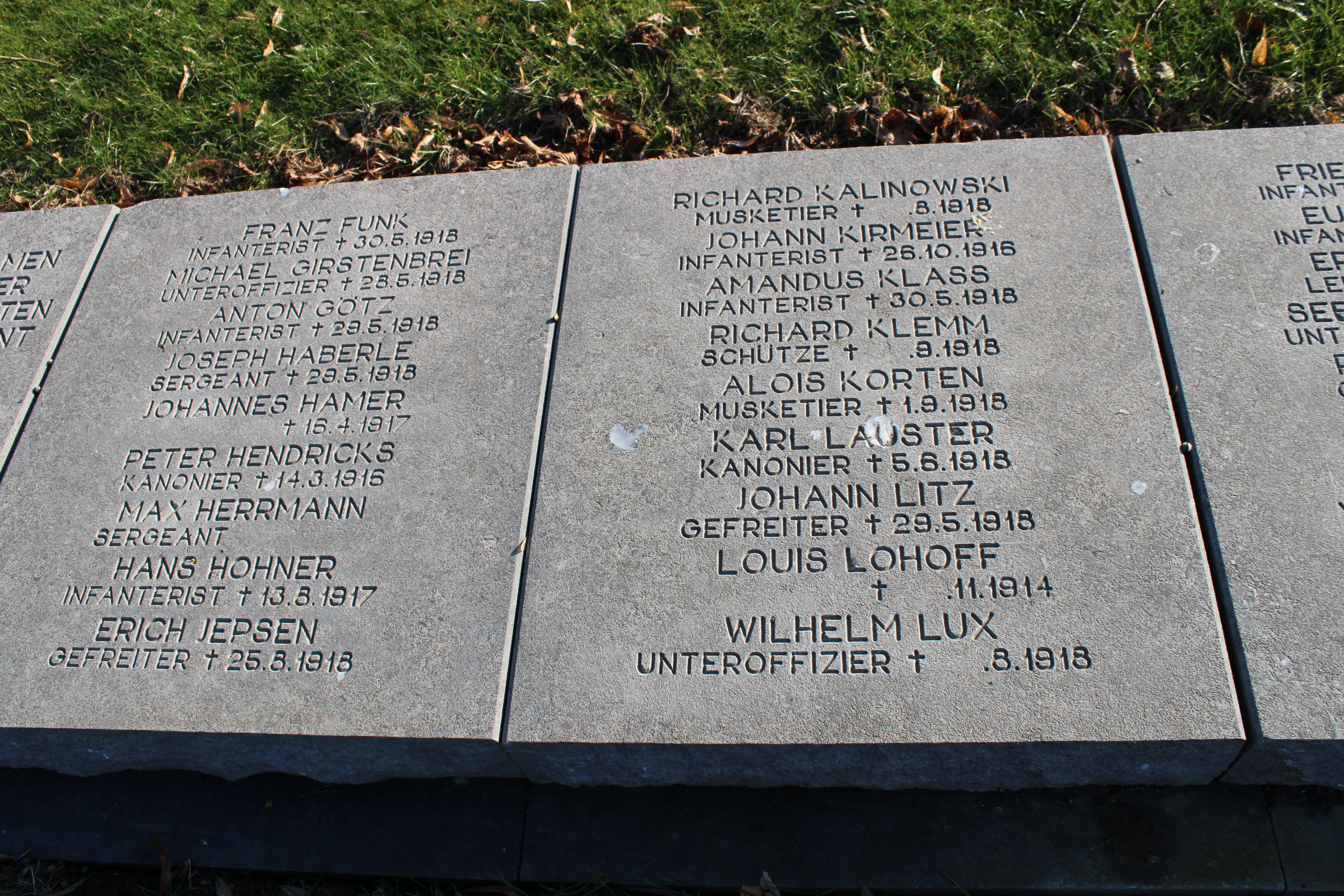
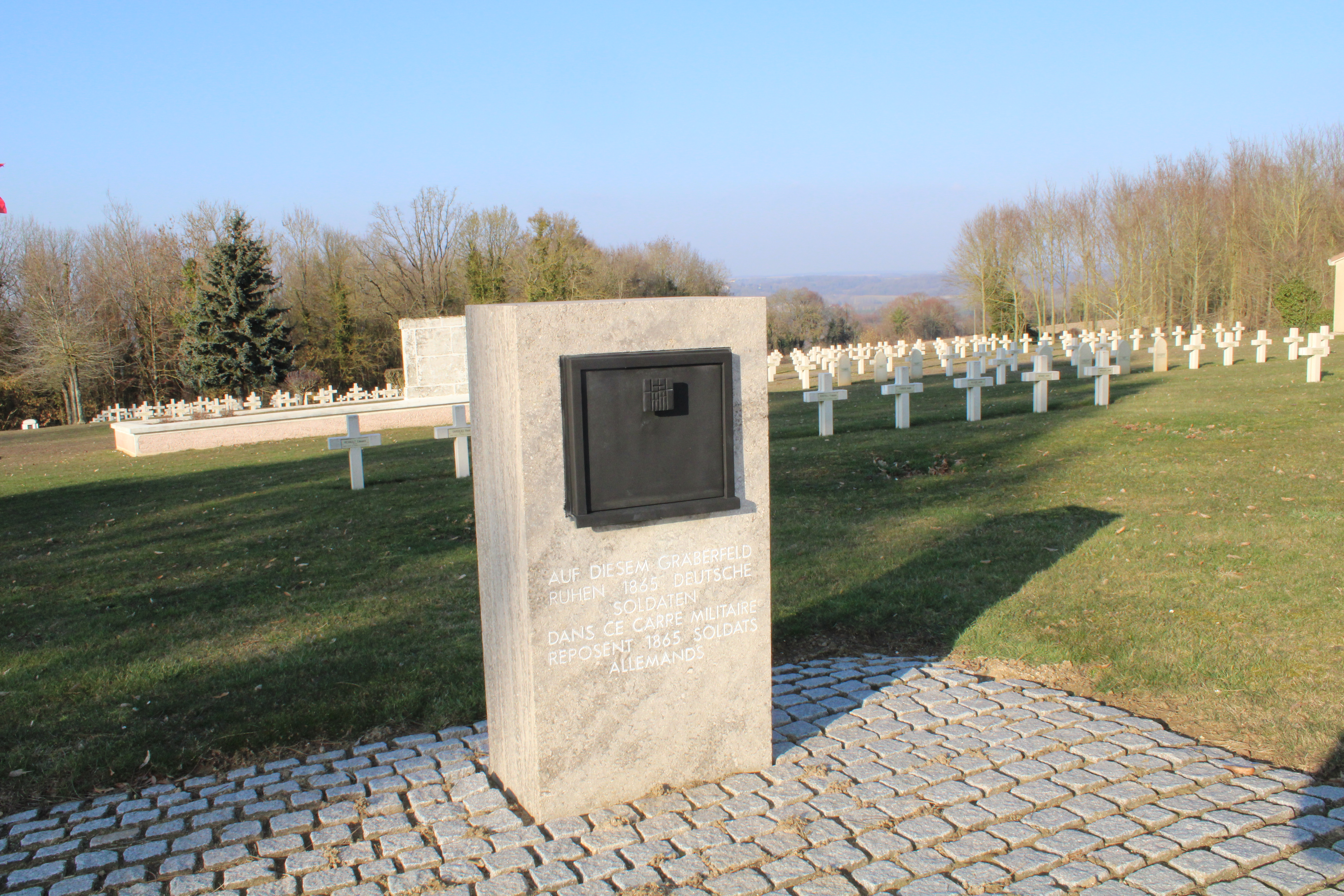
« Dans ce carré militaire reposent 1865 soldats allemands. »
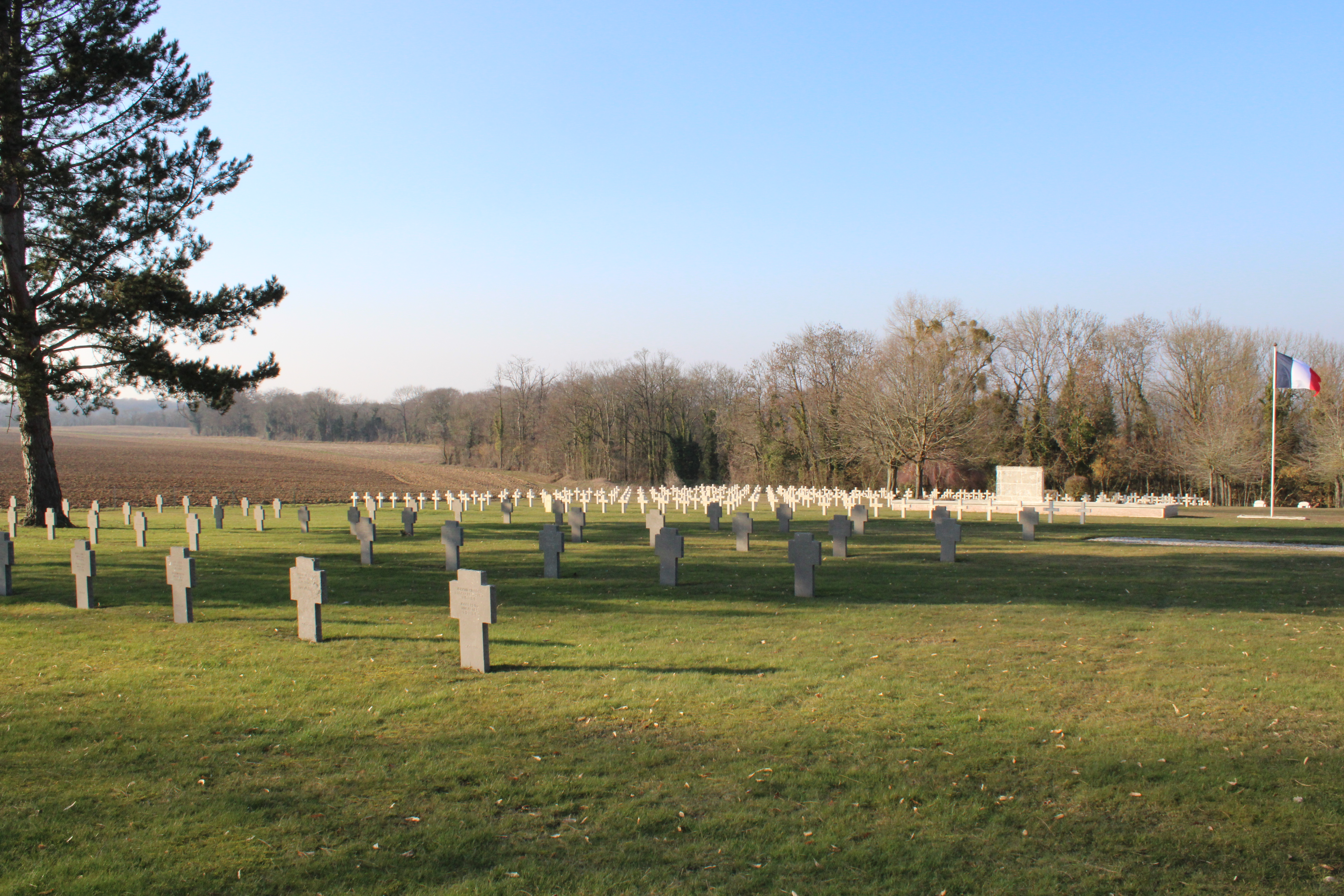
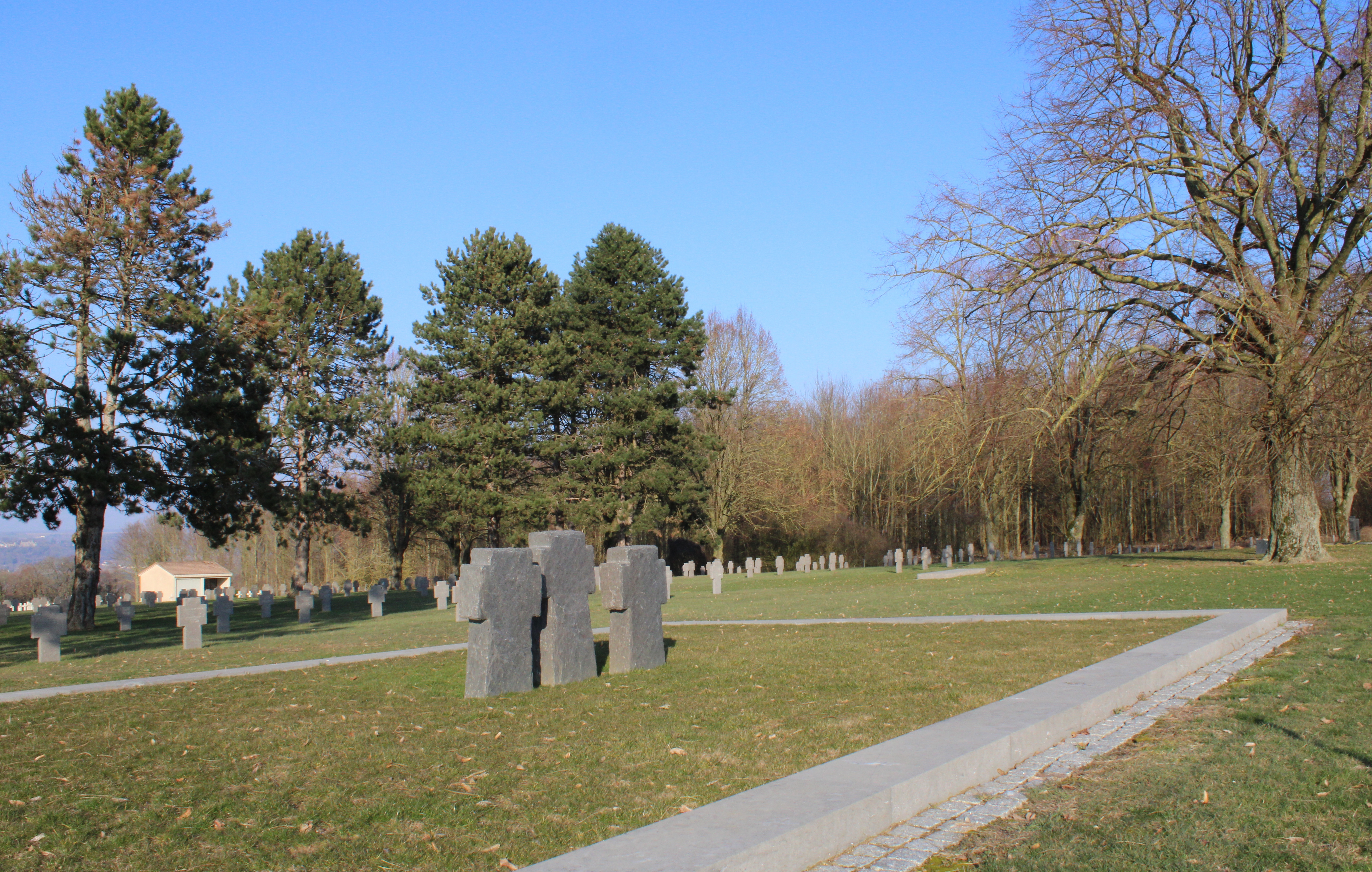
Fosse commune.

## Sépultures
| Pays      | Sépultures |
| --------- | ---------- |
| Allemagne | 1 865      |